# Sándor Torghelle
Sándor Torghelle (Boedapest, 5 mei 1982) is een Hongaars voormalig voetballer die doorgaans speelde als spits. Tussen 2000 en 2020 was hij actief voor Budapest Honvéd, Marcali, Budapest Honvéd, MTK Boedapest, Crystal Palace, Panathinaikos, PAOK Saloniki, Carl Zeiss Jena, FC Augsburg, Fortuna Düsseldorf, Budapest Honvéd, Videoton, MTK Boedapest en Vasas. Torghelle maakte in 2004 zijn debuut in het Hongaars voetbalelftal en kwam uiteindelijk tot tweeënveertig interlands.

## Clubcarrière
In Hongarije speelde Torghelle in dienst van Budapest Honvéd, Marcali, opnieuw Budapest Honvéd, en MTK Boedapest, maar in 2004 maakte de aanvaller de overstap naar het buitenland. Crystal Palace nam hem over voor circa één miljoen euro. In Engeland kon hij zich echter niet bewijzen en Panathinaikos werd zijn nieuwe werkgever. Hij kon ook daar echter niet overtuigen, maar alsnog durfde PAOK Saloniki het wel te proberen. Ondanks zijn driejarige verbintenis werd Torghelle in 2007 van de hand gedaan; hij vertrok naar Duitsland, waar hij speelde voor Carl Zeiss Jena, FC Augsburg en Fortuna Düsseldorf. Na zijn vertrek bij die laatste club speelde hij voor Budapest Honvéd. In de zomer van 2012 tekende hij voor één seizoen bij Videoton, waarvoor hij tot zeven doelpunten wist te komen. In november 2013 verliet de aanvaller Videoton en twee maanden later keerde hij terug naar MTK Boedapest. In 2019 vond Torghelle in Vasas een nieuwe club. Na een jaar bij Vasas zette de Hongaar op een leeftijd van zevenendertig jaar een punt achter zijn actieve loopbaan.

## Interlandcarrière
Torghelle maakte zijn debuut in het Hongaars voetbalelftal op 18 februari 2004, net als Ádám Komlósi en Péter Kovács. Op die dag werd een vriendschappelijke wedstrijd tegen Armenië met 2–0 gewonnen. In de tweede helft mocht de aanvaller als invaller binnen de lijnen komen. Zijn eerste doelpunt voor het nationale team viel voor Torghelle op 28 april van datzelfde jaar. Tijdens een 1–4 nederlaag tegen Brazilië scoorde hij de enige treffer namens zijn land. Tijdens een optreden tegen Duitsland op 6 juni 2004 scoorde hij beide doelpunten in een met 2–0 gewonnen partij.
| Interlands van Sándor Torghelle voor Hongarije | Interlands van Sándor Torghelle voor Hongarije | Interlands van Sándor Torghelle voor Hongarije | Interlands van Sándor Torghelle voor Hongarije | Interlands van Sándor Torghelle voor Hongarije | Interlands van Sándor Torghelle voor Hongarije |
| №                                              | Datum                                          | Wedstrijd                                      | Uitslag                                        | Competitie                                     | Goals                                          |
| Als speler bij MTK Boedapest                   | Als speler bij MTK Boedapest                   | Als speler bij MTK Boedapest                   | Als speler bij MTK Boedapest                   | Als speler bij MTK Boedapest                   | Als speler bij MTK Boedapest                   |
| ---------------------------------------------- | ---------------------------------------------- | ---------------------------------------------- | ---------------------------------------------- | ---------------------------------------------- | ---------------------------------------------- |
| 1                                              | 18 februari 2004                               | Hongarije – Armenië                            | 2 – 0                                          | Vriendschappelijk                              |                                                |
| 2                                              | 19 februari 2004                               | Hongarije – Letland                            | 2 – 1                                          | Vriendschappelijk                              |                                                |
| 3                                              | 31 maart 2004                                  | Hongarije – Wales                              | 1 – 2                                          | Vriendschappelijk                              |                                                |
| 4                                              | 25 april 2004                                  | Hongarije – Japan                              | 3 – 2                                          | Vriendschappelijk                              |                                                |
| 5                                              | 28 april 2004                                  | Hongarije – Brazilië                           | 1 – 4                                          | Vriendschappelijk                              | 56'                                            |
| 6                                              | 1 juni 2004                                    | China – Hongarije                              | 2 – 1                                          | Vriendschappelijk                              |                                                |
| 7                                              | 6 juni 2004                                    | Duitsland – Hongarije                          | 0 – 2                                          | Vriendschappelijk                              | 7' 31'                                         |
| Als speler bij Crystal Palace                  |                                                |                                                |                                                |                                                |                                                |
| 8                                              | 18 augustus 2004                               | Schotland – Hongarije                          | 0 – 3                                          | Vriendschappelijk                              |                                                |
| 9                                              | 8 september 2004                               | Hongarije – IJsland                            | 3 – 2                                          | WK 2006 kwalificatie                           | 75'                                            |
| 10                                             | 9 oktober 2004                                 | Zweden – Hongarije                             | 3 – 0                                          | WK 2006 kwalificatie                           |                                                |
| 11                                             | 17 november 2004                               | Malta – Hongarije                              | 0 – 2                                          | WK 2006 kwalificatie                           |                                                |
| 12                                             | 9 februari 2005                                | Wales – Hongarije                              | 2 – 0                                          | Vriendschappelijk                              |                                                |
| 13                                             | 30 maart 2005                                  | Hongarije – Bulgarije                          | 1 – 1                                          | WK 2006 kwalificatie                           |                                                |
| Als speler bij Panathinaikos                   |                                                |                                                |                                                |                                                |                                                |
| 14                                             | 17 augustus 2005                               | Hongarije – Argentinië                         | 1 – 2                                          | Vriendschappelijk                              | 29'                                            |
| 15                                             | 3 september 2005                               | Hongarije – Malta                              | 4 – 0                                          | WK 2006 kwalificatie                           | 35'                                            |
| 16                                             | 7 september 2005                               | Hongarije – Zweden                             | 0 – 1                                          | WK 2006 kwalificatie                           |                                                |
| 17                                             | 8 oktober 2005                                 | Bulgarije – Hongarije                          | 2 – 0                                          | WK 2006 kwalificatie                           |                                                |
| 18                                             | 16 november 2005                               | Griekenland – Hongarije                        | 2 – 1                                          | Vriendschappelijk                              |                                                |
| 19                                             | 24 mei 2006                                    | Hongarije – Nieuw-Zeeland                      | 2 – 0                                          | Vriendschappelijk                              |                                                |
| 20                                             | 30 mei 2006                                    | Engeland – Hongarije                           | 3 – 1                                          | Vriendschappelijk                              |                                                |
| Als speler bij PAOK Saloniki                   |                                                |                                                |                                                |                                                |                                                |
| 21                                             | 2 september 2006                               | Hongarije – Noorwegen                          | 1 – 4                                          | EK 2008 kwalificatie                           |                                                |
| 22                                             | 6 september 2006                               | Bosnië en Herzegovina – Hongarije              | 1 – 3                                          | EK 2008 kwalificatie                           |                                                |
| 23                                             | 7 oktober 2006                                 | Hongarije – Turkije                            | 0 – 1                                          | EK 2008 kwalificatie                           |                                                |
| 24                                             | 11 oktober 2006                                | Malta – Hongarije                              | 2 – 1                                          | EK 2008 kwalificatie                           | 19'                                            |
| 25                                             | 15 november 2006                               | Hongarije – Canada                             | 1 – 0                                          | Vriendschappelijk                              |                                                |
| Als speler bij FC Augsburg                     |                                                |                                                |                                                |                                                |                                                |
| 26                                             | 6 september 2008                               | Hongarije – Denemarken                         | 0 – 0                                          | WK 2010 kwalificatie                           |                                                |
| 27                                             | 10 september 2008                              | Zweden – Hongarije                             | 2 – 1                                          | WK 2010 kwalificatie                           |                                                |
| 28                                             | 11 oktober 2008                                | Hongarije – Albanië                            | 2 – 0                                          | WK 2010 kwalificatie                           | 49'                                            |
| 29                                             | 15 oktober 2008                                | Malta – Hongarije                              | 0 – 1                                          | WK 2010 kwalificatie                           | 23'                                            |
| 30                                             | 19 november 2008                               | Noord-Ierland – Hongarije                      | 0 – 2                                          | Vriendschappelijk                              | 57'                                            |
| 31                                             | 11 februari 2009                               | Israël – Hongarije                             | 1 – 0                                          | Vriendschappelijk                              |                                                |
| 32                                             | 28 maart 2009                                  | Albanië – Hongarije                            | 0 – 1                                          | WK 2010 kwalificatie                           | 38'                                            |
| 33                                             | 1 april 2009                                   | Hongarije – Malta                              | 3 – 0                                          | WK 2010 kwalificatie                           |                                                |
| 34                                             | 12 augustus 2009                               | Hongarije – Roemenië                           | 0 – 1                                          | Vriendschappelijk                              |                                                |
| 35                                             | 5 september 2009                               | Hongarije – Zweden                             | 1 – 2                                          | WK 2010 kwalificatie                           |                                                |
| 36                                             | 9 september 2009                               | Hongarije – Portugal                           | 0 – 1                                          | WK 2010 kwalificatie                           |                                                |
| 37                                             | 10 oktober 2009                                | Portugal – Hongarije                           | 3 – 0                                          | WK 2010 kwalificatie                           |                                                |
| 38                                             | 14 oktober 2009                                | Denemarken – Hongarije                         | 0 – 1                                          | WK 2010 kwalificatie                           |                                                |
| 39                                             | 14 november 2009                               | België – Hongarije                             | 3 – 0                                          | Vriendschappelijk                              |                                                |
| 40                                             | 3 maart 2010                                   | Hongarije – Rusland                            | 1 – 1                                          | Vriendschappelijk                              |                                                |
| 41                                             | 29 mei 2010                                    | Hongarije – Duitsland                          | 0 – 3                                          | Vriendschappelijk                              |                                                |
| 42                                             | 5 juni 2010                                    | Nederland – Hongarije                          | 6 – 1                                          | Vriendschappelijk                              |                                                |